# Mortemer (Sekwana Nadmorska)
Mortemer – miejscowość i gmina we Francji, w regionie Normandia, w departamencie Sekwana Nadmorska.
Według danych na rok 1990 gminę zamieszkiwało 121 osób, a gęstość zaludnienia wynosiła 14 osób/km² (wśród 1421 gmin Górnej Normandii Mortemer plasuje się na 777. miejscu pod względem liczby ludności, natomiast pod względem powierzchni na miejscu 426.).